# Andrea Károlyi
Andrea Károlyi, coniugata Balas-Piriné (Budapest, 5 giugno 1975), è un'ex cestista ungherese.

## Carriera
Con l'Ungheria ha disputato i Campionati mondiali del 1998 e tre edizioni dei Campionati europei (1997, 2001, 2003).